# أياكو هايروز
أياكو هايروز (باليابانية: 広瀬綾子) هي لاعبة كرة مضرب يابانية، ولدت في 26 مارس 1972.

## وصلات خارجية
- أياكو هايروز على موقع رابطة محترفات التنس (الإنجليزية)
- أياكو هايروز على موقع الاتحاد الدولي لكرة المضرب (الإنجليزية)
- أياكو هايروز على موقع خلاصة التنس.كوم (الإنجليزية)